# Hyptiotes analis
Hyptiotes analis är en spindelart som beskrevs av Simon 1892. Hyptiotes analis ingår i släktet Hyptiotes och familjen krusnätsspindlar.
Artens utbredningsområde är Sri Lanka. Inga underarter finns listade i Catalogue of Life.